# تیر یشت
تیر یشت (یا تیشتر یشت، یشت هشتم) دارای ۱۶ کرده و ۶۲ بند است. بند ۱ تا ۱۲ در وصف ستاره تیشتر، ایزد باران است که به احتمال قوی همان شعای یمانی است و ظهور آن نویدبخش فرود آمدن باران است و در بند ۵ آمده‌است که هم چشم به راه او هستند تا به سوی دریای اساطیری فراخکرد بتازد. در بند ۸ به جدال او بر پریانی که به شکل شهاب‌های ثاقب ظاهر می‌شوند، اشاره شده‌است و در بند ۱۲ نام ستارگانی که همکار و یاور تیشتر هستند، آمده‌است: تیشتری‌هایی (کلب اصغر)، «ستاره‌ای که بعد می‌آید (دَبَران پس رونده)، پروین، هفتورننگ و وَنَند (نَسرِ واقع). بندهای ۱۳ تا ۳۴ درباره جدال تیشتر با اَپوش، دیو خشکسالی و پیروزی این ایزد بر او و نتایج حاصل از آن است. تیتشر در ده شب نخستِ این جدال به شکل جوان پانزده ساله نیرومند و در ده شب دوم به شکل گاوی زرین شاخ و در ده شب سوم به شکل اسب سپید زیبای زرینگوشِ زرین لگامی متجلی می‌شود و دیو اپوش، حریف او، به شکل اسب کَلِ گَری ظاهر می‌گردد. هر دو در دریای فراخکرد به نبرد می‌پردازند و سرانجام تیشتر پیروز می‌گردد. آنگاه میع‌ها در میان این دریا گرد می‌آیند. باد باران و ابر و تگرگ را به هفت کشور زمین می‌راند. بند ۳۵ به بعد در ستایش تیشتر و توصیف کارهای نیک اوست و توصیه شده‌است که مردم‌ها این ایزد را آن‌گونه که شایسته اوست، ستایش کنند تا از قحط سالی و سپا دشمن و بیماری‌ها و غیره در امان باشند.
از نکته‌های درخور توجه این یشت، اشاره به تیراندازی آرش (بند ۶ و ۷ و ۳۷ و ۳۸) است و این قدیمی‌ترین منبعی است که در آن، نام این قهرمان آمده‌است.

## نمونه‌هایی از تیر یشت

### از کرده چهارم
تشتر، ستارهی رایومند فرهمند را میستاییم که شتابان به سوی دریای «فراخ کرت» بتازد،
چون آن تیر در هوا پَران که آرش تیرانداز - بهترین تیرانداز ایرانی
از کوه «اَیریو خشتوثَ» به سوی کوه «خوانونـَت» بیانداخت

### کرده نهم بند سی‌وهشتم
آنگاه، اهورهمزدا بدان دمید [و امشاسپندان] و مهر فراخ چراگاه - هر دو - آن [تیر] را راهی پدید آورند.
اشی نیک و بزرگ و «پارند» سبک گردونه، با هم از پی آن روان شدند تا هنگامی که آن [تیر] پران بر کوه «خوانوَنت» فرود آمد و در «خوانونت» به زمین رسید.
برای فر و فروغش من او را با نماز[ی به بانگ] بلند و با زَور می‌ستایم.
آن ستارهی تشتر را، تشتر ستارهی رایومند فرهمند را می‌ستاییم،
با هوم آمیخته به شیر با بَرسَم، با زبان خرد و «منثرَه»،
با اندیشه و گفتار و کردار [نیک]، با زور و با سخن رسا.
ینگهه هاتـَم